# ТЕС Новел
ТЕС Новел — теплова електростанція на півночі Італії у регіоні П'ємонт, провінція Новара. Споруджена з використанням технології комбінованого парогазового циклу.
Введена в експлуатацію у 2004 році, станція має один блок номінальною потужністю 100 МВт. У ньому встановлена одна газова турбіна потужністю 70 МВт, яка через котел-утилізатор живить одну парову з показником 34 МВт. Окрім виробництва електроенергії, станція постачає тепло для потреб хімічної компанії Radici Chimica.
Як паливо ТЕС споживає природний газ.
Проект через компанію Novel спільно реалізували швейцарська Alpiq (51 %) та споживач теплової енергії Radici Group (49 %).